# Севастьянов, Николай Николаевич
Николай Николаевич Севастьянов (род. 30 апреля 1961 года, Челябинск, СССР) — российский конструктор космической техники, генеральный конструктор системы спутниковой связи «Ямал», основатель и генеральный директор АО «Газпром космические системы» (1992—2005) (до 2008 г. ОАО «Газком»), президент, генеральный конструктор РКК «Энергия» им. С. П. Королёва (2005—2007), заместитель Председателя Правительства Амурской области по созданию космодрома «Восточный» (2008 г.), генеральный конструктор АО «Газпром космические системы» (2008—2018), заведующий кафедрой «Промышленные космические системы» Томского государственного университета, и. о. первого заместителя генерального директора Госкорпорации «Роскосмос» (2018), и. о. генерального директора ФГУП ЦНИИмаш (2018—2019), генеральный директор РКК «Энергия» им. С. П. Королева (2019—2020). Советник генерального директора Государственной корпорации «Роскосмос» (2020—2023).  Заслуженный конструктор РФ (2013), доверенное лицо Президента РФ В. В. Путина с 2012 года.

## Ранние годы
Николай Севастьянов родился 30 апреля 1961 года в Челябинске. Его отец — Николай Александрович работал судомехаником морского флота, а мать — Любовь Дмитриевна работала учителем физики и математики. С 1964 года семья Севастьяновых жила в Заполярье в селе Териберка Мурманской области. В 1967 году родился младший брат Николая — Дмитрий Севастьянов, а в 1968 году семья переехала в Херсонскую область.
C 7 класса Николай мечтал связать свою жизнь с космосом. Активно участвовал в городских, областных и республиканских олимпиадах по физике и математике. После окончания школы в 1978 году поступил в МФТИ на факультет «Аэрофизика и космические исследования» — базовую кафедру НПО «Энергия». Дипломной работой Николая стала разработка алгоритмов управления силовыми гироскопами (гиродинами), которые использовались для управления ориентацией пилотируемой станции «Мир».

## Карьера

### ОАО «РКК „Энергия“ имени С. П. Королёва» (до 1994 года НПО «Энергия»)
В 1984 году Николай Севастьянов пришёл работать в НПО «Энергия». Участвовал в разработке систем управления пилотируемой орбитальной станции «Мир» и других космических аппаратов.
В конце 1990 году стал членом команды (менеджером проекта), работающей над созданием космического солнечного парусного корабля (технические руководители проекта — В. С. Сыромятников и В. Н. Бранец). Космический парусный корабль должен был осуществить полёт к Марсу под действием солнечного ветра. Для реализации проекта был создан Консорциум «Космическая регата». Н. Н. Севастьянов стал генеральным директором консорциума по совместительству с работой в НПО «Энергия». В связи с недостаточным финансированием, удалось осуществить только эксперимент «Знамя-2» (1993 год) по отработке технологии раскрытия солнечного паруса в космосе. (см. Эксперимент «Знамя-2»)
Платформа, спроектированная для космического солнечного парусного корабля, стала позднее технологической основой для создания спутника связи нового поколения «Ямал».
В 1993 году Николай уволился из НПО «Энергия», чтобы возглавить созданную им компанию «Газком» для организации строительства системы спутниковой связи «Ямал» в интересах северных газодобывающих регионов.
С 1995 по 2000 годы Н. Севастьянов по предложению руководителя НПО «Энергия» Ю. П. Семёнова работал в НПО «Энергия» заместителем генерального конструктора, руководителем работ по созданию спутников связи нового поколения «Ямал», одновременно с работой в «Газкоме». В результате была разработана космическая платформа «Ямал», на базе которой создан и запущен на ГСО в 1999 году российский спутник связи нового поколения «Ямал-100».
В 2000 году Н. Севастьянов ушёл из РКК «Энергия», чтобы в качестве генерального директора ОАО «Газком» сосредоточиться на развитии системы спутниковой связи «Ямал» в интересах коммерциализации космической деятельности.
В июне 2005 года Н. Севастьянов по предложению Роскосмоса возвращается в ОАО «РКК „Энергия“ им. С. П. Королёва», уже в качестве президента, генерального конструктора с целью вывода Корпорации из предбанкротного состояния. Под руководством Н. Севастьянова предприятие было выведено из экономического и технологического кризисов. Наряду с решением текущих задач по обеспечению пилотируемой программы Международной космической станции (МКС) и созданию автоматических космических аппаратов на базе платформы «Ямал», Н. Севастьянов уделял большое внимание инновационному развитию пилотируемого направления, а именно: разработке многоразового космического корабля «Клипер», созданию космодрома «Восточный» в Амурской области, а также промышленного освоения Луны и пилотируемого полёта на Марс.
В июне 2007 года Н. Севастьянов руководил работами по спасению и восстановлению работоспособности Международной космической станции (МКС) после отказа системы бортовых компьютеров во время миссии STS-117 американского космического корабля «Спейс шаттл», за что получил благодарность от НАСА.
В июле 2007 года Н. Севастьянов был уволен из РКК «Энергия» по инициативе главы Роскосмоса Анатолия Перминова в связи с несовпадением взглядов на развитие пилотируемой космонавтики.

### АО «Газпром космические системы» (1992—2008 гг. ОАО «Газком»)
В 1992 году Николай Севастьянов основал компанию ОАО «Газком» при поддержке северных предприятий Газпрома и стал её первым генеральным директором.
Руководил разработкой, вводом в эксплуатацию и эксплуатацией российской космической системы спутниковой связи «Ямал».
Чтобы обеспечить спутниковой связью северные предприятия Газпрома, с 1993 по 1995 годы Николай Севастьянов организовал работы по проектированию и строительству сети станций спутниковой связи «Ямал-0» на Заполярных газоконденсатных месторождениях. Созданная сеть спутниковой связи позволила обеспечить связью северные дочерние предприятия «Газпрома».
С 1995 по 2000 годы под руководством Севастьянова реализован космический проект «Ямал-100». После запуска спутника связи «Ямал-100» в сентябре 1999 года наземный и космический сегмент телекоммуникационной системы «Газпрома» объединились в полноценную систему спутниковой связи «Ямал».
Следующий космический проект «Ямал-200» (2000—2003 годы) был реализован на принципах проектного финансирования. «Ямал-200» — первый российский коммерческий космический проект, который показал возможность самоокупаемости космической деятельности. После запуска спутников «Ямал-201» и «Ямал-202» в 2003 году была создана первая в России коммерческая группировка спутников связи «Ямал», а «Газком» стал вторым национальным спутниковым оператором.
В 2005 году Н. Севастьянов по согласованию с руководством ОАО «Газпром» перешёл работать в ОАО «РКК „Энергия“ имени С. П. Королёва», чтобы вывести компанию из экономического кризиса.
В 2008 году Николай Севастьянов вернулся на работу в ОАО «Газком» (с декабря 2008 года ОАО «Газпром космические системы») в должности генерального конструктора и организовал головное конструкторское бюро для развития системы спутниковой связи «Ямал» и создания аэрокосмической системы «СМОТР».
Под руководством Н. Севастьянова реализованы инвестиционные космические проекты «Ямал-300» и «Ямал-400», построена новая наземная телекоммуникационная инфраструктура и центр аэрокосмического мониторинга в городе Щёлково Московской области.
По мнению Н. Севастьянова, коммерциализация космической деятельности в России имеет большое стратегическое значение для государства.

### Правительство Амурской области
В январе 2008 года Николай Севастьянов назначен заместителем Председателя Правительства Амурской области. Его задачей было на месте организовать работу по подготовке материалов для организации строительства нового российского космодрома «Восточный». В результате в апреле 2008 года на Совете безопасности России принято решение о начале строительства космодрома «Восточный» в 2012 году. В июле 2008 года уволился из Правительства Амурской области, чтобы вернуться в ОАО «Газком» с целью развития системы «Ямал».

### Образовательная деятельность
2002—2007 Заведующий специализацией ФАКИ «Спутники связи и телекоммуникационные системы». В составе коллектива награждён премией Президента РФ в области образования за 2003 год — за работу для образовательных учреждений высшего профессионального образования.
С 2010 — Заведующий кафедрой «Промышленные космические системы» Томского государственного университета, созданной на базе ОАО «Газпром космические системы» в городе Королёв Московской области. В 2013 году за научно-практическую разработку в составе коллектива разработчиков награждён премией Правительства РФ в области образования.
С 2013 года — приглашённый профессор Томского государственного университета.

## Звания и награды
- Заслуженный конструктор РФ (2013)
- Почётный работник ОАО «Газпром» (2011)
- Почётный радист (2002)
- Премия Президента Российской Федерации в области образования (2003) — за работу «Новое направление в системе подготовки специалистов высшей квалификации в области космической науки и техники на основе интеграции фундаментального и прикладного образования с использованием современных информационных технологий»[28][29]
- Премия Правительства Российской Федерации в области образования 2013 года (12 ноября 2013) — за научно-практическую разработку "Разработка методологических основ инновационных форм сетевого взаимодействия и их реализация в системе непрерывного образования для научного и кадрового сопровождения социально-экономического развития регионов"
- Знак Циолковского Федерального космического Агентства (2012)
- Благодарность Министерства образования и науки РФ (2012)
- Благодарность Министра связи и массовых коммуникаций РФ (2016)
- Знак «За заслуги перед Московской областью» III степени (2017)

- Академик Международной академии астронавтики[30], Российской академии космонавтики им. К. Э. Циолковского, Международной академии связи, Академии технологических наук РФ.

## Публикации
- Н.Н. Севастьянов, А.И. Андреев. Основы управления надёжностью космических аппаратов с длительными сроками эксплуатации / под общ. ред. Н.Н. Севастьянова. — Томск: Издательский Дом ТГУ, 2015. — 266 с.
- Н.Н. Севастьянов, А.Г. Орлов. Бортовой ретрансляционный комплекс (БРК) спутника связи. Принципы работы, построение, параметры / науч. ред. В.Н. Бранец. — Издательский Дом Томского государственного университета, 2014. — 206 с.
- Н.Н. Севастьянов, В.Н. Бранец, Р.В. Федулов. Лекции по теории систем ориентации, управления движением и навигации. — Томск: Издательство ТГУ, 2013. — 310 с.
- Н.Н. Севастьянов. Космические системы Газпрома. — Москва: Рестарт, 2014. — 248 с. — ISBN 978-5-904348-13-7.
- Н.Н. Севастьянов и др. Космическая «Энергия» Королёва / гл. ред. Н.Н. Севастьянов. — Москва: «ШАНС+», 2007. — 432 с.
- Н.Н. Севастьянов. Орбиты Газкома. — Юбилейное издание к 10-летию образования ОАО «Газком». — Королёв, 2002.
- Пилотируемая экспедиция на Марс / под ред. А.С. Коротеева. Зам гл. ред. Н.Н. Севастьянов, Л.А. Горшков, В.Ф. Семёнов и др.. — М.: Российская академия космонавтики им. К.Э. Циолковского, 2006. — 320 с.

- Н.Н. Севастьянов. Возможна ли коммерциализация космической деятельности в России? // Российский космос : журнал. — 2017. — № 4 (136). — С. 32—37.